# (20399) Michaelesser
(20399) Michaelesser est un astéroïde de la ceinture principale.

## Description
(20399) Michaelesser est un astéroïde de la ceinture principale. Il fut découvert le 20 juillet 1998 à Caussols par le programme ODAS. Il présente une orbite caractérisée par un demi-grand axe de 3,17 UA, une excentricité de 0,11 et une inclinaison de 4,4° par rapport à l'écliptique.

## Compléments